# Referéndum sobre la conscripción en Austria de 2013
El Referéndum para finalizar la conscripción (Servicio militar obligatorio) en Austria de 2013 se llevó a cabo el 20 de enero de 2013. Votaron todos aquellos ciudadanos austriacos registrados en el padrón hasta el día 28 de noviembre de 2012.

## Antecedentes

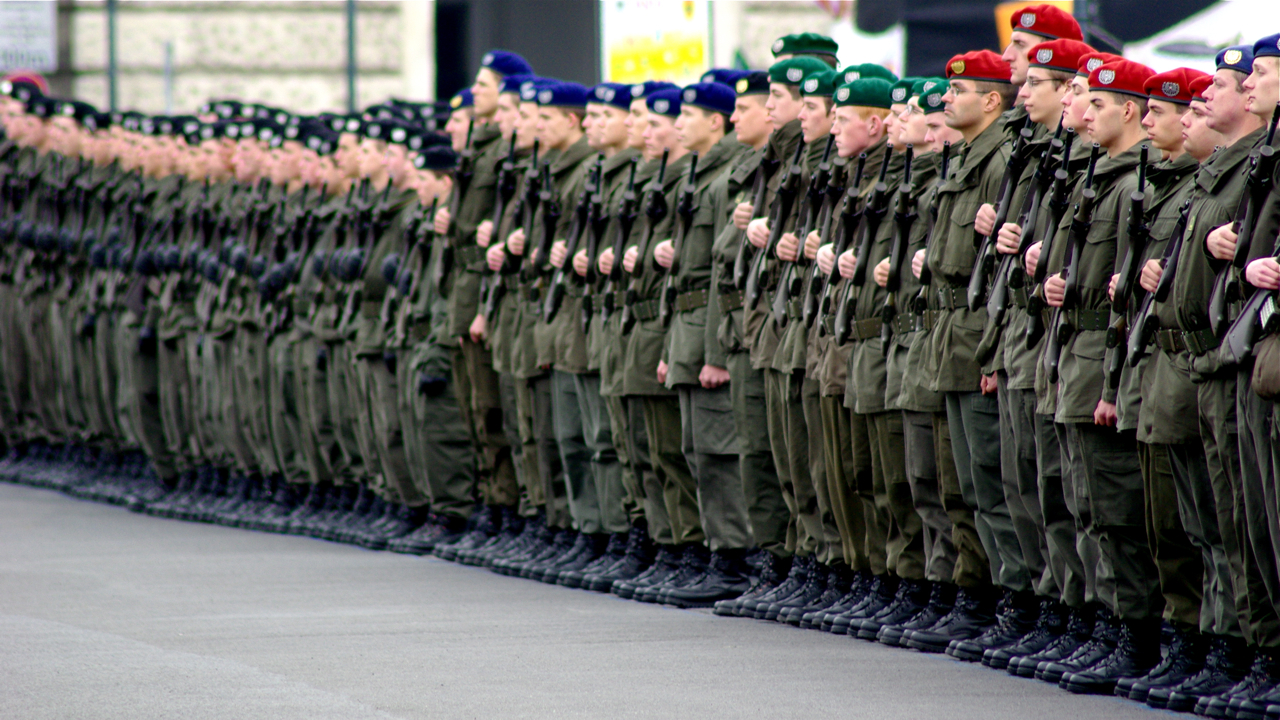
Desfile de las Fuerzas Armadas el Día Nacional de Austria, en 2008.

En agosto de 2012, el líder del ÖVP Michael Spindelegger anunció que su partido se manifestaba en contra de la línea del SPÖ sobre la conscripción, por lo que convocaría a un referéndum sobre la cuestión del servicio militar obligatorio. Los Verdes, la BZÖ y el Equipo Stronach están de acuerdo con esta idea, mientras que el ÖVP y FPÖ desean mantener el servicio militar obligatorio.

## Votantes
El Ministerio del Interior anunció el 27 de diciembre de 2012 que el número final de votantes para el referéndum es de: 6.379.511 ciudadanos austriacos con derecho a votar a partir de los 16 años, incluyendo 3.309.716 hombres y 3.069.795 mujeres.

## El acuerdo sobre el texto
El SPÖ y el ÖVP acordaron en el texto para el referéndum sobre la conscripción en enero que los ciudadanos pueden elegir entre dos modelos, con las siguientes preguntas: "¿Está a favor de la introducción de un ejército profesional y un año de servicio social remunerado voluntario?" y "¿Es partidario de mantener el servicio civil militar universal?"

## Resultados
El resultado mayoritario lo obtuvo la pregunta: "¿Es partidario de mantener el servicio civil militar universal?", lo que conlleva a que el servicio militar obligatorio permanece. La opción: "¿Está a favor de la introducción de un ejército profesional y un año de servicio social remunerado voluntario?" logró un 40.2% porcentaje considerable, por lo que en un futuro podría volver a discutirse el tema.